# Casmantutu
Casmantutu ist eine osttimoresische Aldeia im Suco Talitu (Verwaltungsamt Laulara, Gemeinde Aileu). 2015 lebten in der Aldeia 224 Menschen.

## Geographie und Einrichtungen
Die Aldeia Casmantutu liegt im Norden des Sucos Talitu. Südlich befindet sich die Aldeia Talitu. Im Nordwesten, Norden und Osten grenzt Casmantutu an die Gemeinde Dili mit ihrem Suco Ailok im Westen und dem Suco Becora im Osten. Beide gehören zum Verwaltungsamt Cristo Rei.
Im Westen der Aldeia befindet sich das Dorf Casmantutu, das auf einem Bergrücken zwischen zwei Quellflüssen des Flusses Quik liegt. Dessen Grundschule steht etwas südlich vom Dorf an der Straße, die zum Suco-Hauptort Talitu führt.

## Politik
Bei den Kommunalwahlen in Osttimor 2009 wurde Paulo Sarmento zum Chefe de Aldeia gewählt. Die nächsten Wahlen fanden 2016 und 2023 statt.